# Brighton & Hove Albion FC in het seizoen 2023/24
In het seizoen 2023/2024 komt Brighton & Hove Albion uit in de Engelse Premier League. In dit seizoen zal Brighton & Hove Albion ook weer uitkomen in de FA Cup en de EFL Cup. Brighton & Hove Albion zal ook deelnemen aan de UEFA Europa League.

## Selectie 2023/2024

### Spelers
| Nr.           | Nat.                | Naam                  | Contract tot | Premier League | Premier League | Premier League | FA Cup     | FA Cup     | FA Cup     | League Cup | League Cup | League Cup | UEFA Europa League | UEFA Europa League | UEFA Europa League | Totaal     | Totaal     | Totaal     |
| Nr.           | Nat.                | Naam                  | Contract tot | W              |                | Assist         | W          |            | Assist     | W          |            | Assist     | W                  |                    | Assist             | W          |            | Assist     |
| Doelmannen    | Doelmannen          | Doelmannen            | Doelmannen   | Doelmannen     | Doelmannen     | Doelmannen     | Doelmannen | Doelmannen | Doelmannen | Doelmannen | Doelmannen | Doelmannen | Doelmannen         | Doelmannen         | Doelmannen         | Doelmannen | Doelmannen | Doelmannen |
| ------------- | ------------------- | --------------------- | ------------ | -------------- | -------------- | -------------- | ---------- | ---------- | ---------- | ---------- | ---------- | ---------- | ------------------ | ------------------ | ------------------ | ---------- | ---------- | ---------- |
| 1             | Vlag van Nederland  | Bart Verbruggen       | 2028         | 21             | 0              | 0              | 2          | 0          | 0          | 1          | 0          | 0          | 3                  | 0                  | 0                  | 27         | 0          | 0          |
| 23            | Vlag van Engeland   | Jason Steele          | 2025         | 17             | 0              | 0              | 1          | 0          | 0          | 0          | 0          | 0          | 5                  | 0                  | 0                  | 23         | 0          | 0          |
| 38            | Vlag van Canada     | Tom McGill            | 2025         | 0              | 0              | 0              | 0          | 0          | 0          | 0          | 0          | 0          | 0                  | 0                  | 0                  | 0          | 0          | 0          |
| Verdedigers   |                     |                       |              |                |                |                |            |            |            |            |            |            |                    |                    |                    |            |            |            |
| 2             | Vlag van Ghana      | Tariq Lamptey         | 2025         | 19             | 0              | 3              | 1          | 0          | 0          | 1          | 0          | 0          | 4                  | 0                  | 0                  | 25         | 0          | 3          |
| 3             | Vlag van Brazilië   | Igor                  | 2027         | 24             | 0              | 0              | 2          | 0          | 0          | 1          | 0          | 0          | 6                  | 0                  | 0                  | 33         | 0          | 0          |
| 4             | Vlag van Engeland   | Adam Webster          | 2026         | 15             | 0              | 0              | 2          | 0          | 0          | 0          | 0          | 0          | 1                  | 0                  | 0                  | 18         | 0          | 0          |
| 5             | Vlag van Engeland   | Lewis Dunk            | 2025         | 33             | 3              | 1              | 3          | 1          | 0          | 0          | 0          | 0          | 7                  | 0                  | 0                  | 43         | 4          | 1          |
| 19            | Vlag van Argentinië | Valentín Barco        | 2028         | 6              | 0              | 0              | 1          | 0          | 0          | 0          | 0          | 0          | 0                  | 0                  | 0                  | 7          | 0          | 0          |
| 29            | Vlag van Nederland  | Jan Paul van Hecke    | 2025         | 28             | 0              | 0              | 3          | 0          | 2          | 1          | 0          | 0          | 7                  | 0                  | 0                  | 39         | 0          | 2          |
| 30            | Vlag van Ecuador    | Pervis Estupiñán      | 2027         | 19             | 2              | 3              | 3          | 1          | 0          | 1          | 0          | 0          | 4                  | 0                  | 1                  | 27         | 3          | 4          |
| 34            | Vlag van Nederland  | Joël Veltman          | 2025         | 27             | 1              | 1              | 0          | 0          | 0          | 0          | 0          | 0          | 6                  | 0                  | 0                  | 33         | 1          | 1          |
| 42            | Vlag van Engeland   | Odel Offiah           | 2025         | 4              | 0              | 0              | 0          | 0          | 0          | 0          | 0          | 0          | 0                  | 0                  | 0                  | 4          | 0          | 0          |
| 50            | Vlag van Engeland   | Ben Jackson           | 2024         | 0              | 0              | 0              | 0          | 0          | 0          | 0          | 0          | 0          | 0                  | 0                  | 0                  | 0          | 0          | 0          |
| 52            | Vlag van Engeland   | Leigh Kavanagh        | 2024         | 0              | 0              | 0              | 0          | 0          | 0          | 0          | 0          | 0          | 0                  | 0                  | 0                  | 0          | 0          | 0          |
| Middenvelders |                     |                       |              |                |                |                |            |            |            |            |            |            |                    |                    |                    |            |            |            |
| 6             | Vlag van Engeland   | James Milner          | 2024         | 15             | 0              | 2              | 0          | 0          | 0          | 0          | 0          | 0          | 5                  | 0                  | 0                  | 20         | 0          | 2          |
| 11            | Vlag van Schotland  | Billy Gilmour         | 2026         | 30             | 0              | 2              | 2          | 0          | 1          | 1          | 0          | 0          | 8                  | 0                  | 0                  | 41         | 0          | 3          |
| 13            | Vlag van Duitsland  | Pascal Groß           | 2025         | 36             | 4              | 10             | 3          | 0          | 2          | 0          | 0          | 0          | 8                  | 1                  | 1                  | 47         | 5          | 13         |
| 14            | Vlag van Engeland   | Adam Lallana          | 2024         | 25             | 0              | 1              | 2          | 0          | 0          | 1          | 0          | 0          | 2                  | 0                  | 0                  | 30         | 0          | 1          |
| 15            | Vlag van Polen      | Jakub Moder           | 2025         | 17             | 0              | 0              | 2          | 0          | 0          | 0          | 0          | 0          | 0                  | 0                  | 0                  | 19         | 0          | 0          |
| 20            | Vlag van Kameroen   | Carlos Baleba         | 2028         | 27             | 0              | 0              | 3          | 0          | 0          | 1          | 0          | 0          | 6                  | 0                  | 0                  | 37         | 0          | 0          |
| 40            | Vlag van Argentinië | Facundo Buonanotte    | 2026         | 27             | 3              | 1              | 3          | 1          | 0          | 1          | 0          | 0          | 5                  | 0                  | 0                  | 36         | 4          | 1          |
| 41            | Vlag van Engeland   | Jack Hinshelwood      | 2026         | 12             | 3              | 0              | 2          | 0          | 0          | 1          | 0          | 0          | 2                  | 0                  | 0                  | 17         | 3          | 0          |
| 44            | Vlag van Australië  | Cameron Peupion       | 2024         | 0              | 0              | 0              | 2          | 0          | 0          | 0          | 0          | 0          | 0                  | 0                  | 0                  | 2          | 0          | 0          |
| 45            | Vlag van Engeland   | Jack Hinchy           | 2024         | 0              | 0              | 0              | 1          | 0          | 0          | 0          | 0          | 0          | 0                  | 0                  | 0                  | 1          | 0          | 0          |
| 48            | Vlag van Tunesië    | Samy Chouchane        | 2024         | 0              | 0              | 0              | 0          | 0          | 0          | 0          | 0          | 0          | 0                  | 0                  | 0                  | 0          | 0          | 0          |
| 56            | Vlag van Engeland   | Josh Duffus           | Jeugd        | 0              | 0              | 0              | 0          | 0          | 0          | 0          | 0          | 0          | 1                  | 0                  | 0                  | 1          | 0          | 0          |
| Aanvallers    |                     |                       |              |                |                |                |            |            |            |            |            |            |                    |                    |                    |            |            |            |
| 7             | Vlag van Engeland   | Solly March           | 2026         | 7              | 3              | 1              | 0          | 0          | 0          | 1          | 0          | 0          | 2                  | 0                  | 0                  | 10         | 3          | 1          |
| 9             | Vlag van Brazilië   | João Pedro            | 2028         | 31             | 9              | 3              | 2          | 5          | 0          | 1          | 0          | 0          | 6                  | 6                  | 0                  | 40         | 20         | 3          |
| 10            | Vlag van Paraguay   | Julio Enciso          | 2026         | 12             | 0              | 2              | 1          | 0          | 0          | 0          | 0          | 0          | 2                  | 0                  | 0                  | 15         | 0          | 2          |
| 18            | Vlag van Engeland   | Danny Welbeck         | 2024         | 29             | 5              | 1              | 3          | 1          | 0          | 1          | 0          | 0          | 4                  | 1                  | 0                  | 37         | 7          | 1          |
| 22            | Vlag van Japan      | Kaoru Mitoma          | 2025         | 19             | 3              | 4              | 0          | 0          | 0          | 1          | 0          | 0          | 6                  | 0                  | 2                  | 26         | 3          | 6          |
| 24            | Vlag van Ivoorkust  | Simon Adingra         | 2026         | 31             | 6              | 1              | 1          | 0          | 0          | 0          | 0          | 0          | 8                  | 1                  | 2                  | 40         | 7          | 3          |
| 28            | Vlag van Ierland    | Evan Ferguson         | 2028         | 27             | 6              | 0              | 2          | 0          | 1          | 0          | 0          | 0          | 7                  | 0                  | 0                  | 36         | 6          | 1          |
| 31            | Vlag van Spanje     | Ansu Fati             | 2024 (huur)  | 19             | 2              | 0              | 1          | 0          | 0          | 1          | 0          | 0          | 6                  | 2                  | 1                  | 27         | 4          | 1          |
| 47            | Vlag van Engeland   | Benicio Baker-Boaitey | 2024         | 5              | 0              | 0              | 1          | 0          | 0          | 0          | 0          | 0          | 0                  | 0                  | 0                  | 6          | 0          | 0          |
| 55            | Vlag van Ierland    | Mark O'Mahony         | 2025         | 3              | 0              | 0              | 0          | 0          | 0          | 0          | 0          | 0          | 0                  | 0                  | 0                  | 3          | 0          | 0          |

Laatst bijgewerkt op 19 mei 2024

## Transfers

### Zomer

#### Aangetrokken 2023/24
| Nat. | Naam             | Van                        | Bijzonderheden |
| ---- | ---------------- | -------------------------- | -------------- |
| BRA  | João Pedro       | Watford                    | € 34.200.000   |
| CMR  | Carlos Baleba    | LOSC Lille                 | € 27.000.000   |
| NED  | Bart Verbruggen  | RSC Anderlecht             | € 20.000.000   |
| BRA  | Igor             | Watford                    | € 17.000.000   |
| GER  | Mahmoud Dahoud   | Borussia Dortmund          | Transfervrij   |
| ENG  | James Milner     | Liverpool                  | Transfervrij   |
| ESP  | Ansu Fati        | FC Barcelona               | Gehuurd        |
| GER  | Reda Khadra      | Brighton & Hove Albion O21 |                |
| ENG  | Carl Rushworth   | Brighton & Hove Albion O21 |                |
| WLS  | Ed Turns         | Brighton & Hove Albion O21 |                |
| SCO  | Marc Leonard     | Brighton & Hove Albion O21 |                |
| IRL  | Andy Moran       | Brighton & Hove Albion O21 |                |
| CIV  | Simon Adingra    | Union Sint-Gillis          | Was verhuurd   |
| SEN  | Abdallah Sima    | Angers                     | Was verhuurd   |
| COL  | Steven Alzate    | Standard Luik              | Was verhuurd   |
| SUI  | Andi Zeqiri      | FC Basel                   | Was verhuurd   |
| POL  | Michał Karbownik | Fortuna Düsseldorf         | Was verhuurd   |
| NED  | Kjell Scherpen   | Vitesse                    | Was verhuurd   |
| IRL  | Aaron Connolly   | Hull City                  | Was verhuurd   |
| ENG  | Haydon Roberts   | Derby County               | Was verhuurd   |
| ENG  | Taylor Richards  | QPR                        | Was verhuurd   |

#### Vertrokken 2023/24
| Nat. | Naam                | Naar                 | Bijzonderheden       |
| ---- | ------------------- | -------------------- | -------------------- |
| ECU  | Moisés Caicedo      | Chelsea              | € 116.000.000        |
| ARG  | Alexis Mac Allister | Liverpool            | € 42.000.000         |
| ESP  | Robert Sánchez      | Chelsea              | € 23.000.000         |
| SUI  | Andi Zeqiri         | KRC Genk             | € 2.750.000          |
| POL  | Michał Karbownik    | Hertha BSC           | € 2.500.000          |
| GER  | Reda Khadra         | Stade Reims          | € 1.900.000          |
| IRL  | Aaron Connolly      | Hull City            | € 1.350.000          |
| ENG  | Haydon Roberts      | Bristol City         | Transfervrij         |
| ENG  | Taylor Richards     | QPR                  |                      |
| GER  | Deniz Undav         | VfB Stuttgart        | Verhuurd (€ 700.000) |
| POL  | Kacper Kozłowski    | Vitesse              | Verhuurd             |
| SEN  | Abdallah Sima       | Rangers              | Verhuurd             |
| SWE  | Yasin Ayari         | Coventry City        | Verhuurd             |
| ECU  | Jeremy Sarmiento    | West Bromwich Albion | Verhuurd             |
| COL  | Steven Alzate       | Standard Luik        | Verhuurd             |
| NED  | Kjell Scherpen      | Sturm Graz           | Verhuurd             |
| ENG  | Carl Rushworth      | Swansea City         | Verhuurd             |
| ENG  | Jensen Weir         | Blackpool            | Verhuurd             |
| WLS  | Ed Turns            | Leyton Orient        | Verhuurd             |
| SCO  | Marc Leonard        | Northampton Town     | Verhuurd             |
| IRL  | Andy Moran          | Blackburn Rovers     | Verhuurd             |
| ENG  | Levi Colwill        | Chelsea              | Was gehuurd          |

### Winter

#### Aangetrokken 2023/24
| Nat. | Naam             | Van                  | Bijzonderheden |
| ---- | ---------------- | -------------------- | -------------- |
| ARG  | Valentín Barco   | Boca Juniors         | € 9.150.000    |
| ROM  | Adrian Mazilu    | Farul Constanța      | € 3.000.000    |
| SWE  | Yasin Ayari      | Coventry City        | Was verhuurd   |
| ECU  | Jeremy Sarmiento | West Bromwich Albion | Was verhuurd   |
| ENG  | Jensen Weir      | Blackpool            | Was verhuurd   |
| WLS  | Ed Turns         | Leyton Orient        | Was verhuurd   |

#### Vertrokken 2023/24
| Nat. | Naam             | Naar             | Bijzonderheden |
| ---- | ---------------- | ---------------- | -------------- |
| GER  | Mahmoud Dahoud   | VfB Stuttgart    | Verhuurd       |
| SWE  | Yasin Ayari      | Blackburn Rovers | Verhuurd       |
| ECU  | Jeremy Sarmiento | Ipswich Town     | Verhuurd       |
| ROU  | Adrian Mazilu    | Vitesse          | Verhuurd       |
| ENG  | Jensen Weir      | Port Vale        | Verhuurd       |
| WLS  | Ed Turns         | Crewe Alexandra  | Verhuurd       |

## Wedstrijden

### Oefenwedstrijden
| Datum      | Wedstrijd                                 | Uitslag |
| ---------- | ----------------------------------------- | ------- |
| 22-07-2023 | Chelsea – Brighton & Hove Albion          | 4 – 3   |
| 26-07-2023 | Brentford – Brighton & Hove Albion        | 0 – 2   |
| 29-07-2023 | Brighton & Hove Albion – Newcastle United | 1 – 2   |
| 06-08-2023 | Brighton & Hove Albion – Rayo Vallecano   | 1 – 1   |

### Premier League
| №  | Datum      | Wedstrijd                                        | Uitslag |
| -- | ---------- | ------------------------------------------------ | ------- |
| 1  | 12-08-2023 | Brighton & Hove Albion – Luton Town              | 4 – 1   |
| 2  | 19-08-2023 | Wolverhampton Wanderers – Brighton & Hove Albion | 1 – 4   |
| 3  | 26-08-2023 | Brighton & Hove Albion – West Ham United         | 1 – 3   |
| 4  | 02-09-2023 | Brighton & Hove Albion – Newcastle United        | 3 – 1   |
| 5  | 16-09-2023 | Manchester United – Brighton & Hove Albion       | 1 – 3   |
| 6  | 24-09-2023 | Brighton & Hove Albion – Bournemouth             | 3 – 1   |
| 7  | 30-09-2023 | Aston Villa – Brighton & Hove Albion             | 6 – 1   |
| 8  | 08-10-2023 | Brighton & Hove Albion – Liverpool               | 2 – 2   |
| 9  | 21-10-2023 | Manchester City – Brighton & Hove Albion         | 2 – 1   |
| 10 | 29-10-2023 | Brighton & Hove Albion – Fulham                  | 1 – 1   |
| 11 | 04-11-2023 | Everton – Brighton & Hove Albion                 | 1 – 1   |
| 12 | 12-11-2023 | Brighton & Hove Albion – Sheffield United        | 1 – 1   |
| 13 | 25-11-2023 | Nottingham Forest – Brighton & Hove Albion       | 2 – 3   |
| 14 | 03-12-2023 | Chelsea – Brighton & Hove Albion                 | 3 – 2   |
| 15 | 06-12-2023 | Brighton & Hove Albion – Brentford               | 2 – 1   |
| 16 | 09-12-2023 | Brighton & Hove Albion – Burnley                 | 1 – 1   |
| 17 | 17-12-2023 | Arsenal – Brighton & Hove Albion                 | 2 – 0   |
| 18 | 21-12-2023 | Crystal Palace – Brighton & Hove Albion          | 1 – 1   |
| 19 | 26-12-2023 | Brighton & Hove Albion – Tottenham Hotspur       | 4 – 2   |
| 20 | 02-01-2024 | West Ham United – Brighton & Hove Albion         | 0 – 0   |
| 21 | 22-01-2024 | Brighton & Hove Albion – Wolverhampton Wanderers | 0 – 0   |
| 22 | 30-01-2024 | Luton Town – Brighton & Hove Albion              | 4 – 0   |
| 23 | 03-02-2024 | Brighton & Hove Albion – Crystal Palace          | 4 – 1   |
| 24 | 10-02-2024 | Tottenham Hotspur – Brighton & Hove Albion       | 2 – 1   |
| 25 | 18-02-2024 | Sheffield United – Brighton & Hove Albion        | 0 – 5   |
| 26 | 24-02-2024 | Brighton & Hove Albion – Everton                 | 1 – 1   |
| 27 | 02-03-2024 | Fulham – Brighton & Hove Albion                  | 3 – 0   |
| 28 | 09-03-2024 | Brighton & Hove Albion – Nottingham Forest       | 1 – 0   |
| 29 | 30-03-2024 | Liverpool – Brighton & Hove Albion               | 2 – 1   |
| 30 | 02-04-2024 | Brentford – Brighton & Hove Albion               | 0 – 0   |
| 31 | 06-04-2024 | Brighton & Hove Albion – Arsenal                 | 0 – 3   |
| 32 | 13-04-2024 | Burnley – Brighton & Hove Albion                 | 1 – 1   |
| 33 | 25-04-2024 | Brighton & Hove Albion – Manchester City         | 0 – 4   |
| 34 | 27-04-2024 | Bournemouth – Brighton & Hove Albion             | 3 – 0   |
| 35 | 05-05-2024 | Brighton & Hove Albion – Aston Villa             | 1 – 0   |
| 36 | 11-05-2024 | Newcastle United – Brighton & Hove Albion        | 1 – 1   |
| 37 | 15-05-2024 | Brighton & Hove Albion – Chelsea                 | 1 – 2   |
| 38 | 19-05-2024 | Brighton & Hove Albion – Manchester United       | 0 – 2   |

### FA Cup
| Ronde        | Datum      | Wedstrijd                                        | Uitslag |
| ------------ | ---------- | ------------------------------------------------ | ------- |
| Derde ronde  | 06-01-2024 | Stoke City – Brighton & Hove Albion              | 2 – 4   |
| Vierde ronde | 27-01-2024 | Sheffield United – Brighton & Hove Albion        | 2 – 5   |
| Laatste 16   | 28-02-2024 | Wolverhampton Wanderers – Brighton & Hove Albion | 1 – 0   |

### League Cup
| Ronde       | Datum      | Wedstrijd                        | Uitslag |       |
| ----------- | ---------- | -------------------------------- | ------- | ----- |
| Derde ronde | 27-09-2023 | Chelsea – Brighton & Hove Albion | 1 – 0   | 1 – 0 |

### UEFA Europa League
| Ronde      | Wedstrijd | Datum      | Wedstrijd                                    | Uitslag | Totaal |
| ---------- | --------- | ---------- | -------------------------------------------- | ------- | ------ |
| Groepsfase | 1         | 21-09-2023 | Brighton & Hove Albion – AEK Athene          | 2 – 3   | 1e     |
| Groepsfase | 2         | 05-10-2023 | Olympique Marseille – Brighton & Hove Albion | 2 – 2   | 1e     |
| Groepsfase | 3         | 26-10-2023 | Brighton & Hove Albion – Ajax                | 2 – 0   | 1e     |
| Groepsfase | 4         | 09-11-2023 | Ajax – Brighton & Hove Albion                | 0 – 2   | 1e     |
| Groepsfase | 5         | 30-11-2023 | AEK Athene – Brighton & Hove Albion          | 0 – 1   | 1e     |
| Groepsfase | 6         | 14-12-2023 | Brighton & Hove Albion – Olympique Marseille | 1 – 0   | 1e     |
| Laatste 16 | 1         | 07-03-2024 | AS Roma – Brighton & Hove Albion             | 4 – 0   | 4 – 1  |
| Laatste 16 | 2         | 14-03-2024 | Brighton & Hove Albion – AS Roma             | 1 – 0   | 4 – 1  |

## Statistieken

### Tussenstand in Engelse Premier League
| Stand | Gespeeld | Gewonnen | Gelijk | Verloren | Punten | Doelpunten voor | Doelpunten tegen | Gele kaarten | Twee gele kaarten | Rode kaarten |
| ----- | -------- | -------- | ------ | -------- | ------ | --------------- | ---------------- | ------------ | ----------------- | ------------ |
| 10e   | 38       | 12       | 12     | 14       | 48     | 55              | 62               | 90           | 0                 | 3            |

### Punten, stand en doelpunten per speelronde
| Speelronde                            | 1  | 2  | 3  | 4  | 5  | 6   | 7  | 8  | 9  | 10 | 11 | 12 | 13 | 14 | 15 | 16 | 17 | 18 | 19 | 20 | 21 | 22 | 23 | 24 | 25 | 26 | 27 | 28 | 29  | 30  | 31  | 32  | 33  | 34  | 35  | 36  | 37  | 38  | Totaal |
| ------------------------------------- | -- | -- | -- | -- | -- | --- | -- | -- | -- | -- | -- | -- | -- | -- | -- | -- | -- | -- | -- | -- | -- | -- | -- | -- | -- | -- | -- | -- | --- | --- | --- | --- | --- | --- | --- | --- | --- | --- | ------ |
| Aantal punten per speelronde          | 3  | 3  | 0  | 3  | 3  | 3   | 0  | 1  | 0  | 1  | 1  | 1  | 3  | 0  | 3  | 1  | 0  | 1  | 3  | 1  | 1  | 0  | 3  | 0  | 3  | 1  | 0  | 3  | 0   | 1   | 0   | 1   | 0   | 0   | 3   | 1   | 0   | 0   | 48     |
| Aantal punten na speelronde           | 3  | 6  | 6  | 9  | 12 | 15  | 15 | 16 | 16 | 17 | 18 | 19 | 22 | 22 | 25 | 26 | 26 | 27 | 30 | 31 | 32 | 32 | 35 | 35 | 38 | 39 | 39 | 42 | 42  | 43  | 43  | 44  | 44  | 44  | 47  | 48  | 48  | 48  | 48     |
| Stand na speelronde                   | 2e | 1e | 6e | 6e | 5e | 3e  | 6e | 6e | 7e | 7e | 7e | 8e | 8e | 8e | 8e | 8e | 9e | 8e | 7e | 7e | 9e | 8e | 9e | 7e | 7e | 9e | 8e | 8e | 10e | 11e | 11e | 11e | 12e | 11e | 10e | 10e | 11e | 11e | 11e    |
| Aantal doelpunten per speelronde      | 4  | 4  | 1  | 3  | 3  | 3   | 1  | 2  | 1  | 1  | 1  | 1  | 3  | 2  | 2  | 1  | 0  | 1  | 4  | 0  | 0  | 0  | 4  | 1  | 5  | 1  | 0  | 1  | 1   | 0   | 0   | 1   | 0   | 0   | 1   | 1   | 1   | 0   | 55     |
| Aantal tegendoelpunten per speelronde | 1  | 1  | 3  | 1  | 1  | 1   | 6  | 2  | 2  | 1  | 1  | 1  | 2  | 3  | 1  | 1  | 2  | 1  | 2  | 0  | 0  | 4  | 1  | 2  | 0  | 1  | 3  | 0  | 2   | 0   | 3   | 1   | 4   | 3   | 0   | 1   | 2   | 2   | 62     |
| Doelsaldo na speelronde               | +3 | +6 | +4 | +6 | +8 | +10 | +5 | +5 | +4 | +4 | +4 | +4 | +5 | +4 | +5 | +5 | +3 | +3 | +5 | +5 | +5 | +1 | +4 | +3 | +8 | +8 | +5 | +6 | +5  | +5  | +2  | +2  | –2  | –5  | –4  | –4  | –5  | –7  | –7     |

### Topscorers
| Nr.                           | Naam                          | Goal |
| ----------------------------- | ----------------------------- | ---- |
| 1.                            | João Pedro                    | 9    |
| 2.                            | Simon Adingra                 | 6    |
| 2.                            | Evan Ferguson                 | 6    |
| 3.                            | Danny Welbeck                 | 5    |
| 4.                            | Pascal Groß                   | 4    |
| 5.                            | Facundo Buonanotte            | 3    |
| 5.                            | Lewis Dunk                    | 3    |
| 5.                            | Jack Hinshelwood              | 3    |
| 5.                            | Solly March                   | 3    |
| 5.                            | Kaoru Mitoma                  | 3    |
| 6.                            | Pervis Estupiñán              | 2    |
| 6.                            | Ansu Fati                     | 2    |
| 7.                            | Joël Veltman                  | 1    |
| Eigen doelpunten tegenstander | Eigen doelpunten tegenstander | 5    |
| Totaal                        | Totaal                        | 55   |

| Nr.                           | Naam                          | Goal |
| ----------------------------- | ----------------------------- | ---- |
| 1.                            | João Pedro                    | 5    |
| 2.                            | Facundo Buonanotte            | 1    |
| 2.                            | Lewis Dunk                    | 1    |
| 2.                            | Pervis Estupiñán              | 1    |
| 2.                            | Danny Welbeck                 | 1    |
| Eigen doelpunten tegenstander | Eigen doelpunten tegenstander | 0    |
| Totaal                        | Totaal                        | 9    |

| Nr.                           | Naam                          | Goal |
| ----------------------------- | ----------------------------- | ---- |
| 1.                            | Geen                          |      |
| Eigen doelpunten tegenstander | Eigen doelpunten tegenstander | 0    |
| Totaal                        | Totaal                        | 0    |

| Nr.                           | Naam                          | Goal |
| ----------------------------- | ----------------------------- | ---- |
| 1.                            | João Pedro                    | 6    |
| 2.                            | Ansu Fati                     | 2    |
| 3.                            | Simon Adingra                 | 1    |
| 3.                            | Pascal Groß                   | 1    |
| 3.                            | Danny Welbeck                 | 1    |
| Eigen doelpunten tegenstander | Eigen doelpunten tegenstander | 0    |
| Totaal                        | Totaal                        | 11   |

Gedurende het seizoen verkocht of verhuurd

### Assists
| Nr.    | Naam               | Assist |
| ------ | ------------------ | ------ |
| 1.     | Pascal Groß        | 10     |
| 2.     | Kaoru Mitoma       | 4      |
| 3.     | Pervis Estupiñán   | 3      |
| 3.     | Tariq Lamptey      | 3      |
| 3.     | João Pedro         | 3      |
| 4.     | Julio Enciso       | 2      |
| 4.     | Billy Gilmour      | 2      |
| 4.     | James Milner       | 2      |
| 5.     | Simon Adingra      | 1      |
| 5.     | Facundo Buonanotte | 1      |
| 5.     | Mahmoud Dahoud     | 1      |
| 5.     | Lewis Dunk         | 1      |
| 5.     | Adam Lallana       | 1      |
| 5.     | Solly March        | 1      |
| 5.     | Joël Veltman       | 1      |
| 5.     | Danny Welbeck      | 1      |
| Totaal | Totaal             | 37     |

| Nr.    | Naam               | Assist |
| ------ | ------------------ | ------ |
| 1.     | Pascal Groß        | 2      |
| 1.     | Jan Paul van Hecke | 2      |
| 2.     | Evan Ferguson      | 1      |
| 2.     | Billy Gilmour      | 1      |
| Totaal | Totaal             | 6      |

| Nr.    | Naam   | Assist |
| ------ | ------ | ------ |
| 1.     | Geen   |        |
| Totaal | Totaal | 0      |

| Nr.    | Naam             | Assist |
| ------ | ---------------- | ------ |
| 1.     | Kaoru Mitoma     | 2      |
| 1.     | Simon Adingra    | 2      |
| 2.     | Pervis Estupiñán | 1      |
| 2.     | Ansu Fati        | 1      |
| 2.     | Pascal Groß      | 1      |
| Totaal | Totaal           | 7      |

Gedurende het seizoen verkocht of verhuurd